# Station JR Nagase
Station JR Nagase  (JR長瀬駅, JR Nagase-eki) is een spoorwegstation in de Japanse stad Higashiōsaka. Het wordt aangedaan door de Osaka Higashi-lijn. Het station heeft twee sporen.

## Treindienst

### JR West
| 1 | ■ Osaka Higashi-lijn | richting Hanaten |
| 2 | ■ Osaka Higashi-lijn | richting Kyūhōji |

## Geschiedenis
Het station werd in 2008 geopend. Men had de naam Kashita (柏田) in gedachten, maar doordat de naam Nagase bekender was besloot men deze te gebruiken.  Daar er al een station met de naam Nagase bestond, werd er JR (naar de uitbater) voorgezet.

## Overig openbaar vervoer
Bussen van Kintetsu.

## Stationsomgeving
- Station Nagase aan de Kintetsu Osaka-lijn
- Life (supermarkt)
- Daily Yamazaki
- 7-Eleven
- Nagase-rivier

Stations in aanbouw: Shin-Osaka · Nishi-Suita · Awaji · Miyakojima · Noe · Shigino 

Stations reeds in gebruik: Hanaten · Takaida-Chūō · JR Kawachi-Eiwa · JR Shuntokumichi · JR Nagase · Shin-Kami · Kyūhōji